# Röhrmoos
Röhrmoos este o comună aflată în districtul Dachau, landul Bavaria, Germania.